# Mona Falk
Elin Mona Elisabet Falk, född 4 juli 1951 i Frändefors i Dalsland, är en svensk textilkonstnär.

## Biografi
Falk studerade på Sätergläntan Handarbetets Vänners Vävskola för Ulla Schumacher-Percy.
Hon har haft separatutställning på bland annat Galleri Ö-74 i Skoghall, VK-galleri i Karlstad, Dalslands Center i Håverud, Galleri Panncentralen i Mariestad. Galleri Nya Nyttokonst i Uddevalla, Regionens Hus i Vänersborg. Hon har medverkat i samlingsutställningarna Sommarsalongen i Dals Långed, Dalslands Konstförenings Höstsalong i Åmål, Konstvandring i Dalsland, Vandringsutställningen Gånglåt från Västsverige, Nutida konsthantverk i Dalsland Åmål, Vänersborgssalongen Konstrummet i Mellerud och Dalslands Center i Håverud. Falk är sedan 1982 medlem i Haja-Kaja gruppen.
Hon har tilldelats Karlstads kommuns resestipendium och Dalslands konstförenings konstnärs stipendium.
Av hennes offentliga utsmyckningar märks en kormatta för Håbols kyrka i Bengtsfors, Mässkrud för Klöveskogs kapell i Mellerud, Ridå till Tingvalls Eko hotell i Bullaren och en Gobeläng till Nordals Härads Sparbank.
Hennes konst består av mattor, kyrkotextil, textila bilder och textila utsmyckningar för offentlig miljö.
Falk är representerad i Karlstad Kommun, Hammarö Kommun, Landstinget i Värmland, Landstinget i Västra Götaland och Statens konstråd.